# Кале-Поті
Кале-Поті (крим. Qale Poti) — феодальний замок, що підпорядковувався капітанству Готія. Руїни фортеці лежать на вершині скелястої височини біля моря на східній околиці селища Партеніт Ялтинського району.

## Опис
Кріпосні стіни товщиною 1,25—1,3 метра оперізували вершину скелі по всьому периметру. Складені вони були з бутового каменю на пісочно-вапняному розчині. На північно-східній і південно-східній частинах укріплення стояли дві чотирикутні вежі (7 x 6,8 і 6 x 6 метрів). Площа укріплення близько 800 м².
Поряд із фортецею, на схилах пагорба Тепелер, є залишки поселення XIII—XV століть.
У замку наприкінці XIV—XV ст. міг перебувати Партенітський консул республіки Генуя, яка тоді володіла узбережжям. За іншою версією — це була цитадель Партеніту, тобто аристократична частина поселення, укріплена стінами та вежами, навколо якої існував посад — ремісничо-торговельна частина міста (торжище).